# Place Jeanne-d'Arc (Metz)
Pour l’article homonyme, voir Place Jeanne-d'Arc.
La place Jeanne-d'Arc est une voie de Metz en Moselle.

## Situation et accès
C'est une place dans l'ancienne ville de Metz, en Moselle.

## Origine du nom
Elle porte le nom de Jeanne d'Arc (1412-1431) héroïne de l'histoire de France, chef de guerre et sainte de l'Église catholique.

## Historique
La place date du XXe siècle, aménagée en 1905 en raison de l'érection de la nouvelle façade de l'église Sainte-Ségolène, pour en faciliter et en dégager l'accès. Auparavant appelée place des Quatre-Maisons, une légende raconte que Jeanne d'Arc après avoir échappé au bûcher de Rouen aurait terminé sa vie à Metz avec son époux Robert des Armoises.